# Tisiología

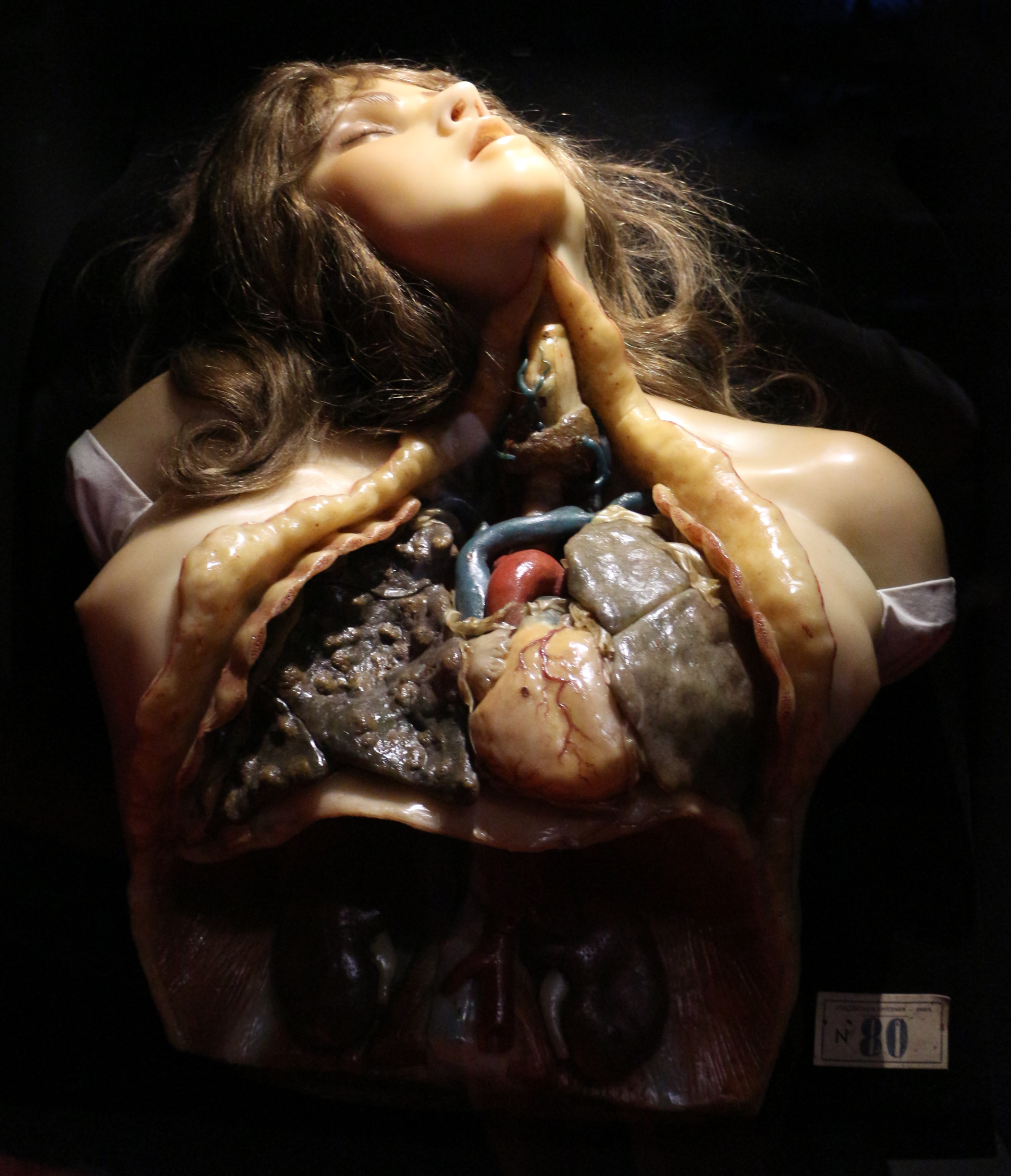

La tisiología es una especialidad de la medicina que estudia la tuberculosis en todos sus aspectos. Existió como actividad independiente hasta mediados del siglo XX cuando formó uno de los troncos de origen de la neumología. 
El término "tisis" viene del griego "phthisis" que es el nombre clásico de la tuberculosis. Como tal es un término antiguo y era usado para englobar lo referido a la tuberculosis u otras enfermedades de los pulmones como la silicosis, la neumoconiosis, la calcicosis y la antracosis. 